# Crown Mountain
Crown Mountain (473 m n. m.) je nejvyšší hora Amerických Panenských ostrovů. Leží na ostrově Saint Thomas.